# Nădăștia
Nădăștia – wieś w środkowej Rumunii, w zachodniej części okręgu Alba, w gminie Almașu Mare. Według stanu na 2002 rok wieś liczyła 173 mieszkańców. W dokumentach miejscowość pojawia się już w 1321 roku.